# Phénomène paravolcanique
Un phénomène paravolcanique se dit de tout phénomène géologique actif indirectement lié au volcanisme et à l'activité volcanique. 
La plupart des phénomènes paravolcaniques sont d'ordre géothermique, comme les geysers, les sources chaudes, les mares de boue et les mofettes. D'autres phénomènes, comme les fumerolles et les solfatares, en font partie.
Le cryovolcanisme, n'étant pas considéré comme un véritable volcanisme à part entière, fait partie des phénomènes paravolcaniques.

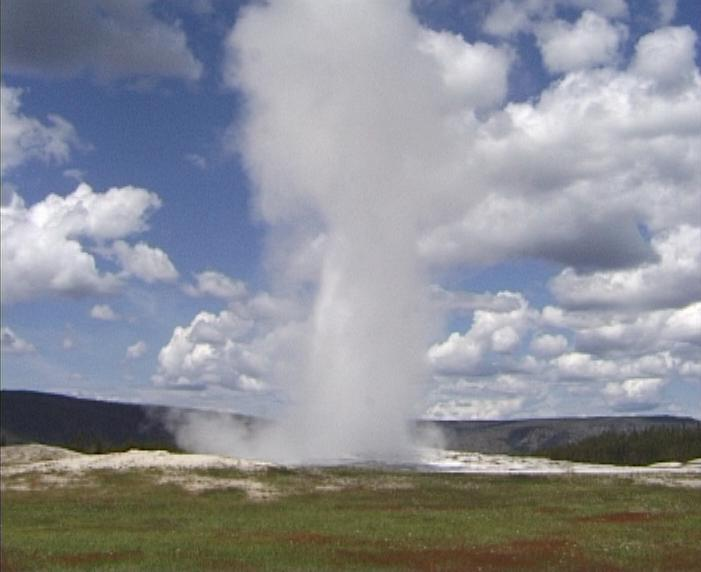
Le Old Faithful geyser au Yellowstone

## Classement

### Fumerolles et solfatares

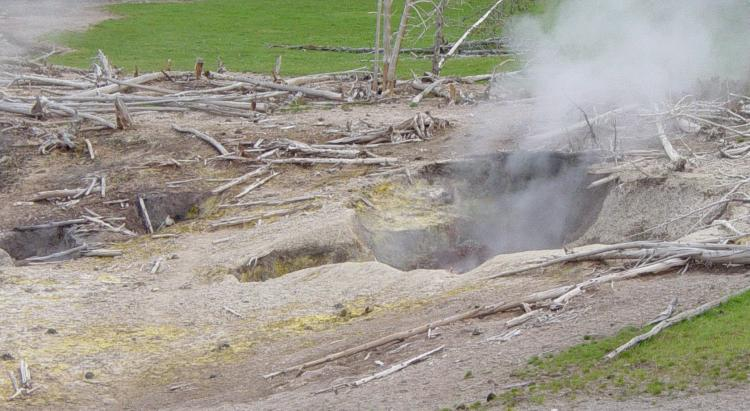
Des fumerolles

Les fumerolles sont des fissures et des trous d'où s'échappent des émanations de gaz volcaniques, comme le soufre, le dioxyde de carbone et la vapeur d'eau. Généralement, des dépôts de soufre se créent autour de la fumerolle. On appelle aussi solfatare des fumerolles très soufrées.

### Sources chaudes

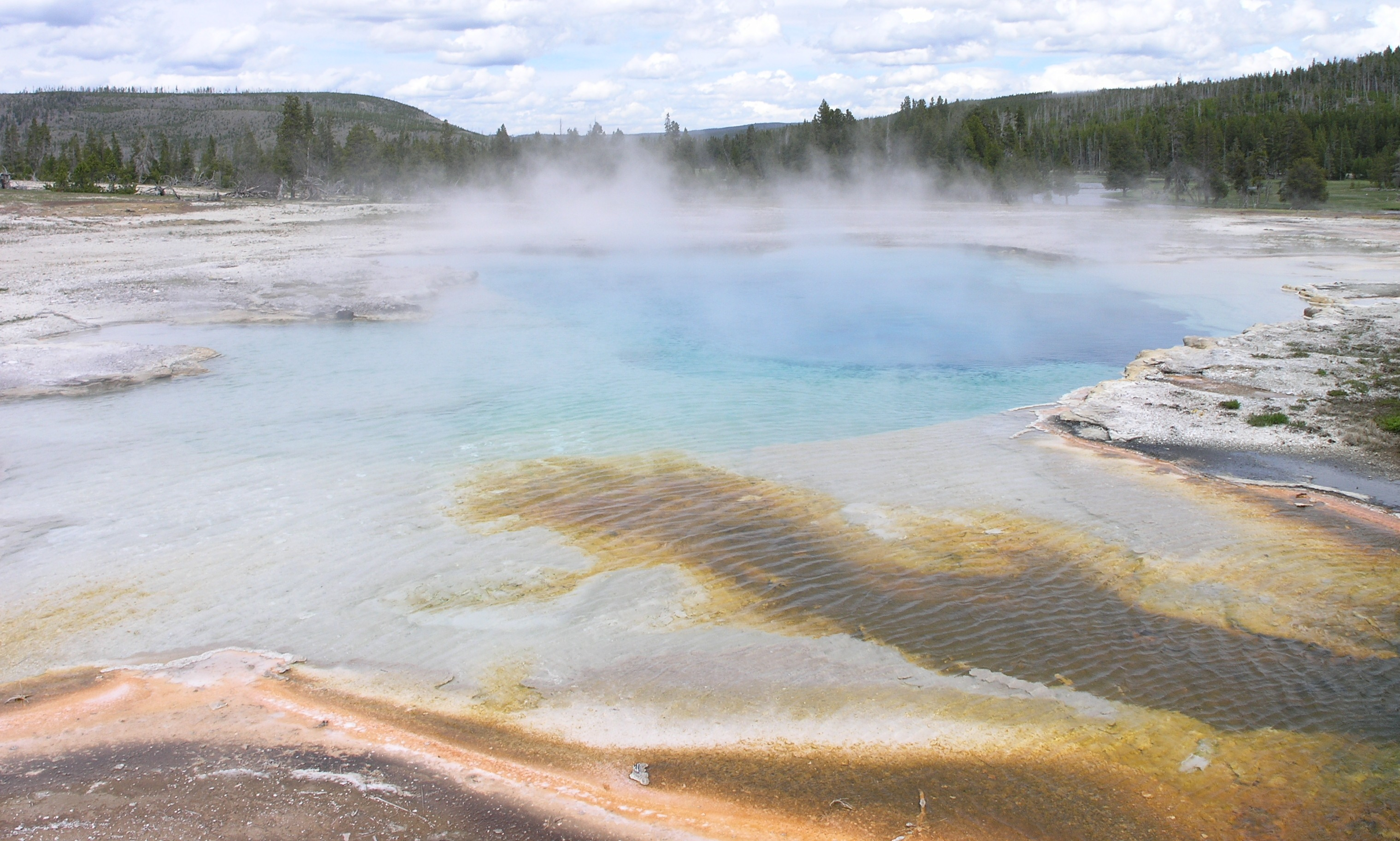
Une source chaude

On appelle source chaude toute source géothermique chaude. généralement, les sources chaudes sont provoquées par l'activité volcanique. La nappe phréatique est chauffée par la chambre magmatique, ce qui crée des sources d'eau chaude surchauffée, qui peuvent aller de 30 °C à plus de 100 °C.

### Geysers

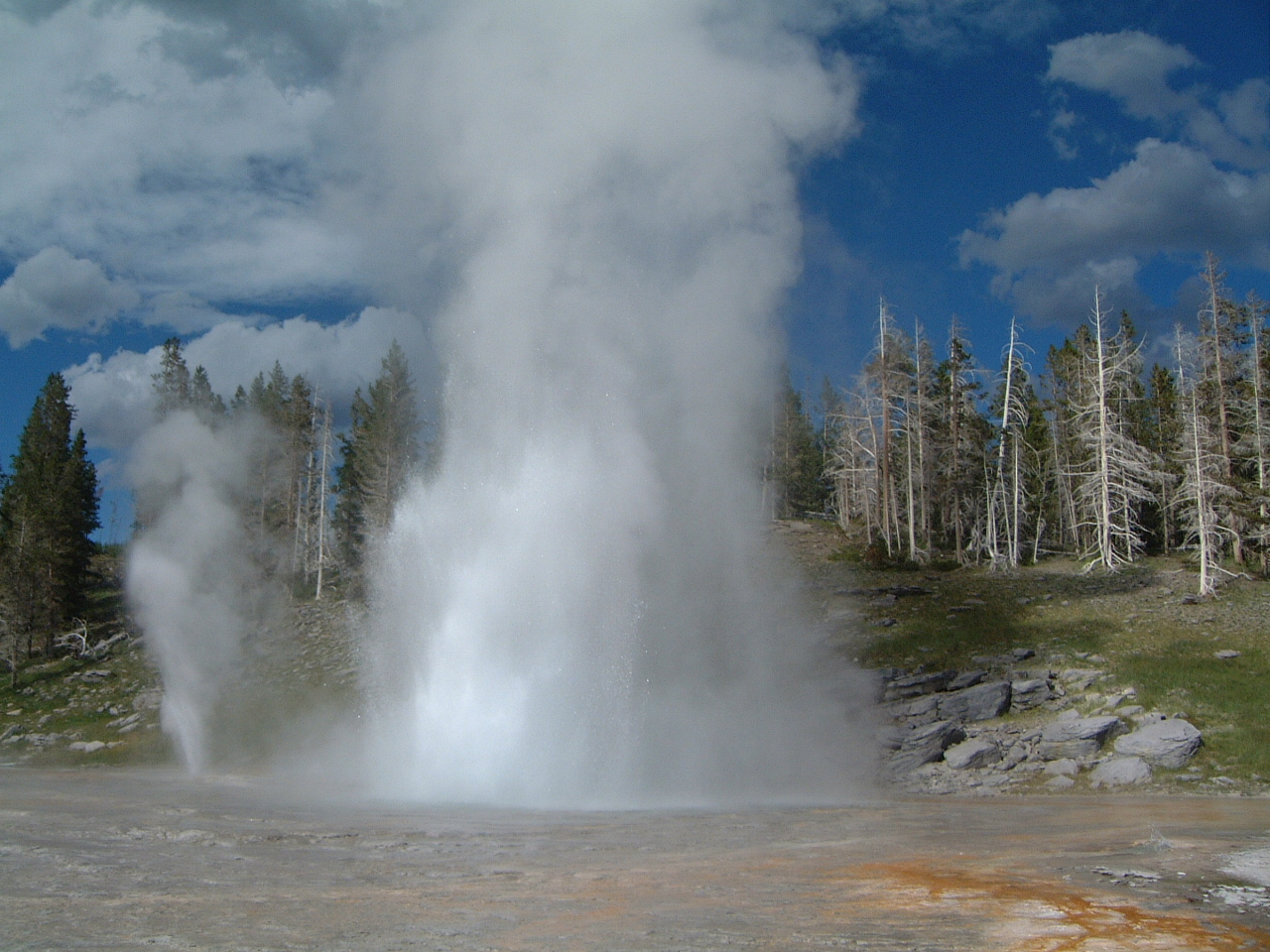
Un geyser

Les geysers sont des émanations d'eau surchauffée qui jaillissent généralement par intermittence. Lorsque des gaz remontent par la nappe phréatique surchauffée, elle exerce une pression sur le conduit extérieur qui empêche l'eau de la nappe de bouillir. Lorsque les conditions d'ébullition explosives le permettent (BLEVE), l'eau et la vapeur jaillissent brutalement par le conduit de la cheminée de l'édifice et créent une large colonne d'eau et de vapeur qui peut jaillir pendant plusieurs minutes.On parle d'instabilité geyser qui provoque le phénomène. 

### Mares de boue

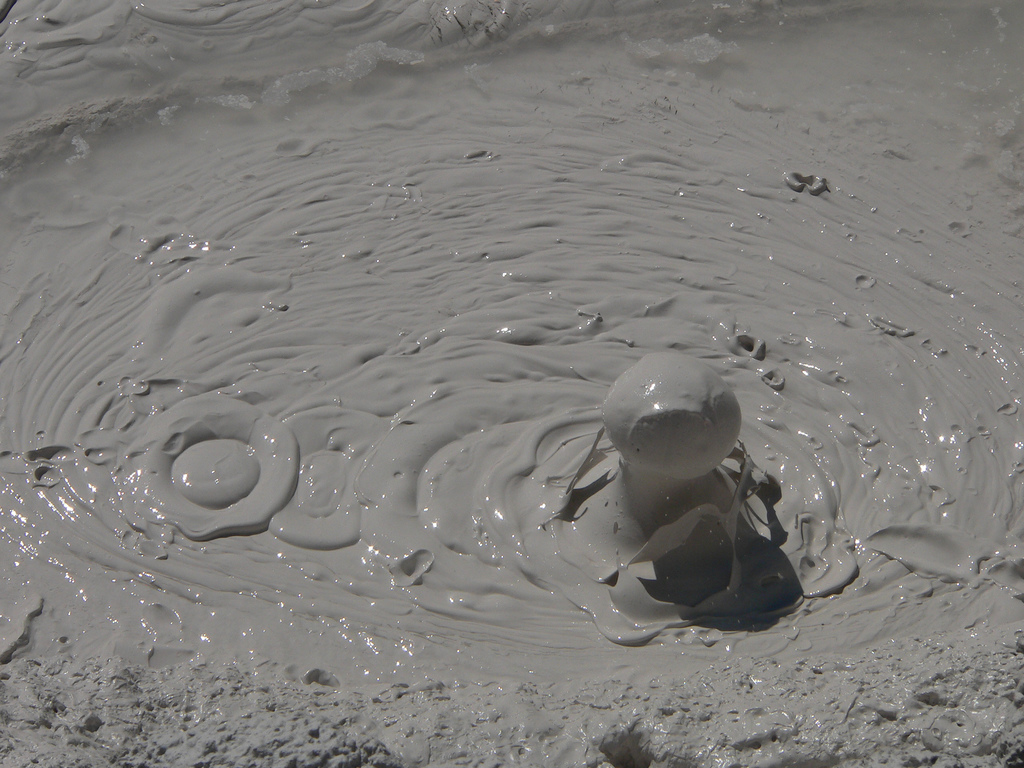
Une mare de boue

Une mare de boue est un type de source d'eau chaude ou de fumerolle, brassant des sédiments (argile d'origine volcanique, oxyde de fer, soufre...) à sa surface, et caractérisée par de perpétuelles remontées de bulles de gaz à sa surface.

### Volcans de boue

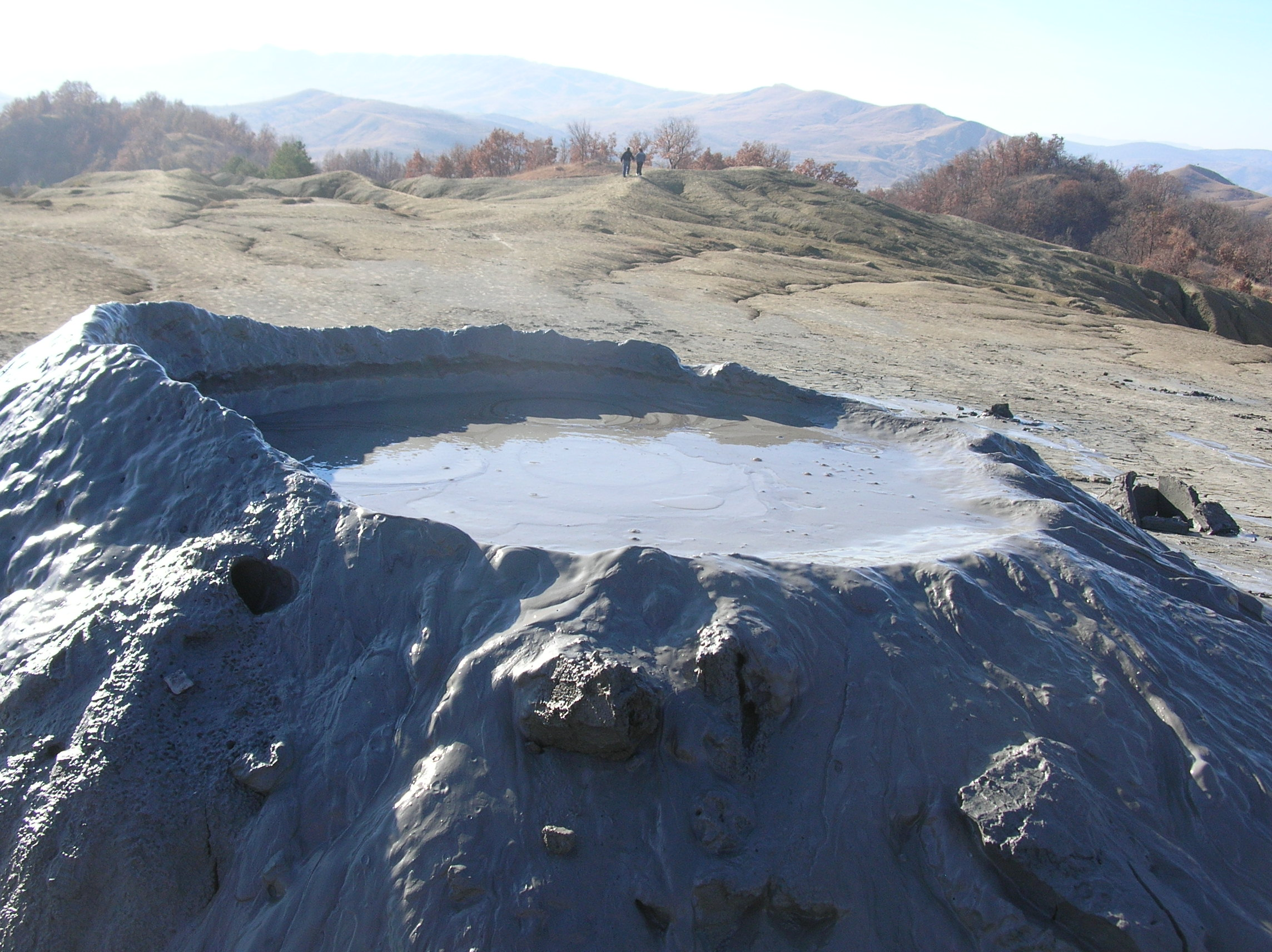
Un volcan de boue

Les volcans de boues sont des édifices géologiques ressemblant à des volcans et qui expulsent du gaz carbonique avec de la boue brûlante. Ce sont des formations très rares qui peuvent se trouver dans des zones d'activité volcanique active ou éteinte.

### Mofettes

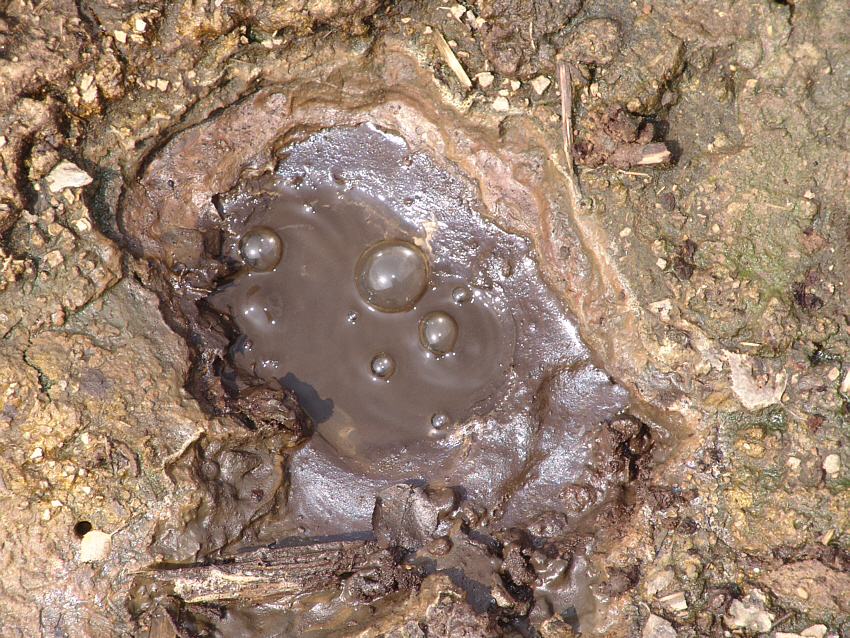
Une mofette

Les mofettes sont généralement des fissures et des trous d'origine volcaniques d'où s'échappent du gaz carbonique. Parfois, les mofettes brassent des sédiments à leur surface. Des mofettes peuvent se dissimuler au fond de certains lacs, comme le lac Nyos, ou dans les fonds marins, comme les monts hydrothermaux. (Voir plus bas : éruption limnique.)

### Hornitos

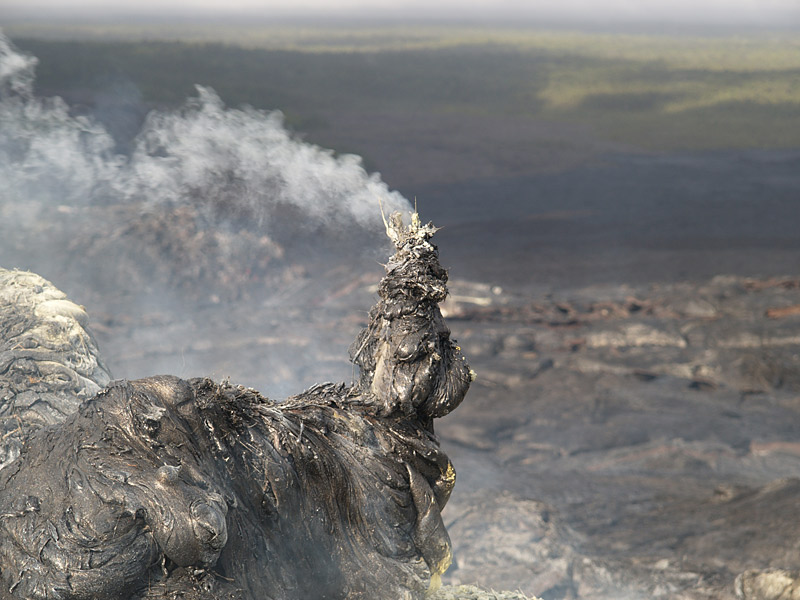
Un hornito

Les hornitos sont des cônes volcaniques de dégazage, créés lors de retombées de fragments de lave incandescents entre eux.

### Maars

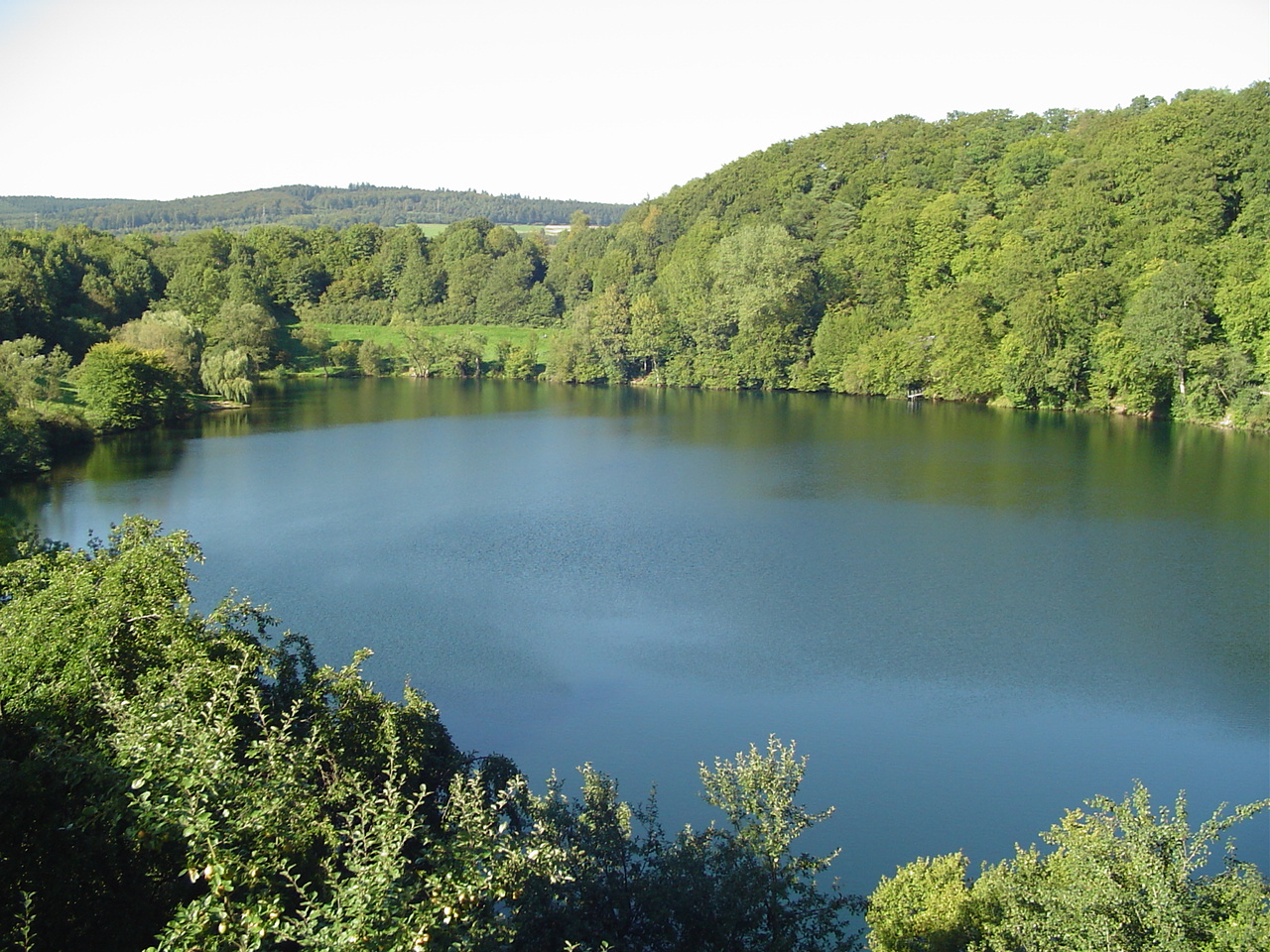
Un maar

Les maars sont des cratères d'origine volcanique très profonds, créés lors du contact entre une poche magmatique et une nappe phréatique. Ils sont le plus souvent comblés par un lac.

### Lacs acides

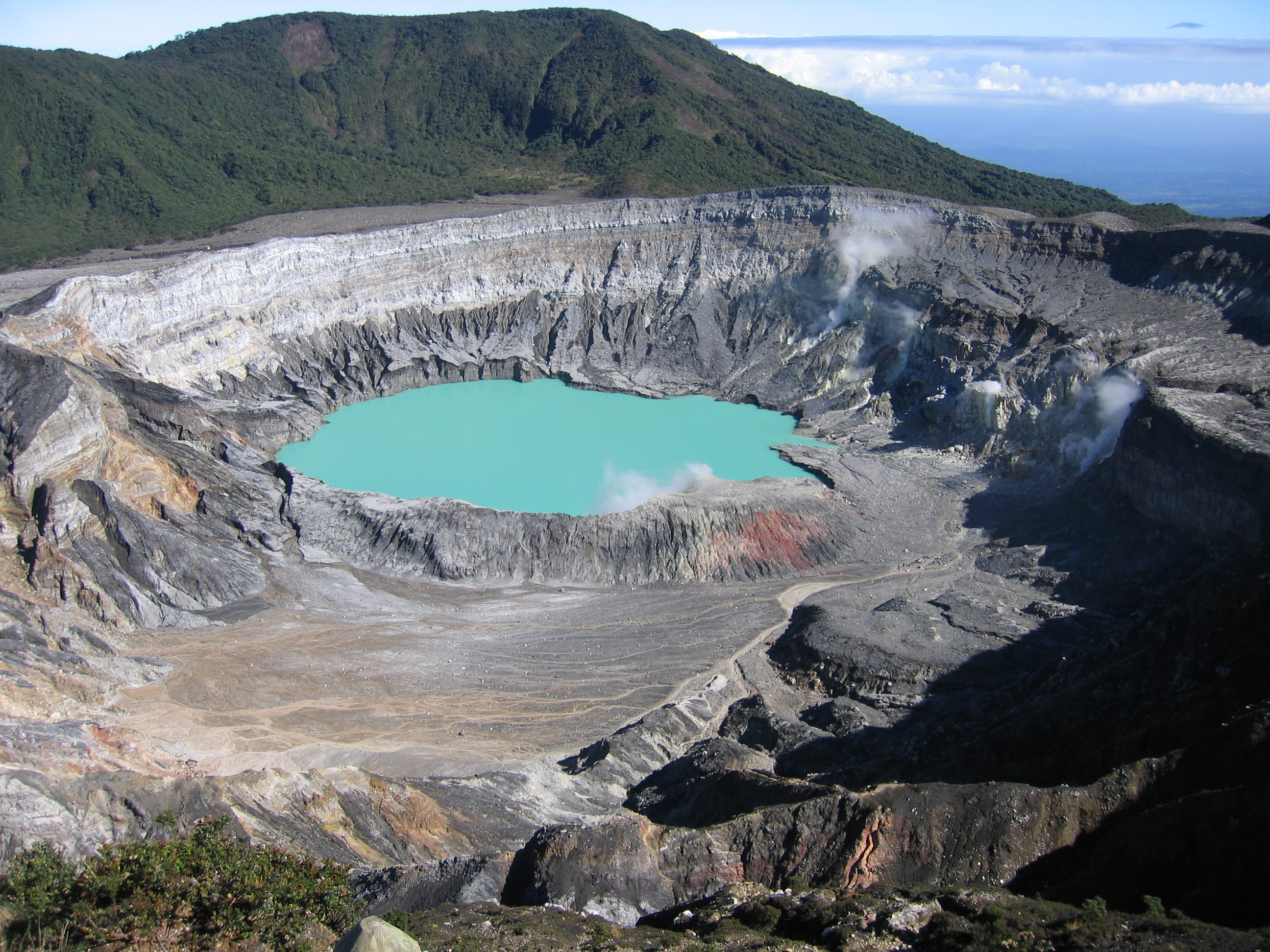
Un lac acide

Les lacs acides sont des lacs créés lors du recueillement d'eau de pluie ou de neige qui comblent les cratères de certains volcans actifs. Très acides, ce sont des lacs d'acide sulfurique qui connaissent un pH de 4 à 0.

### Monts hydrothermaux

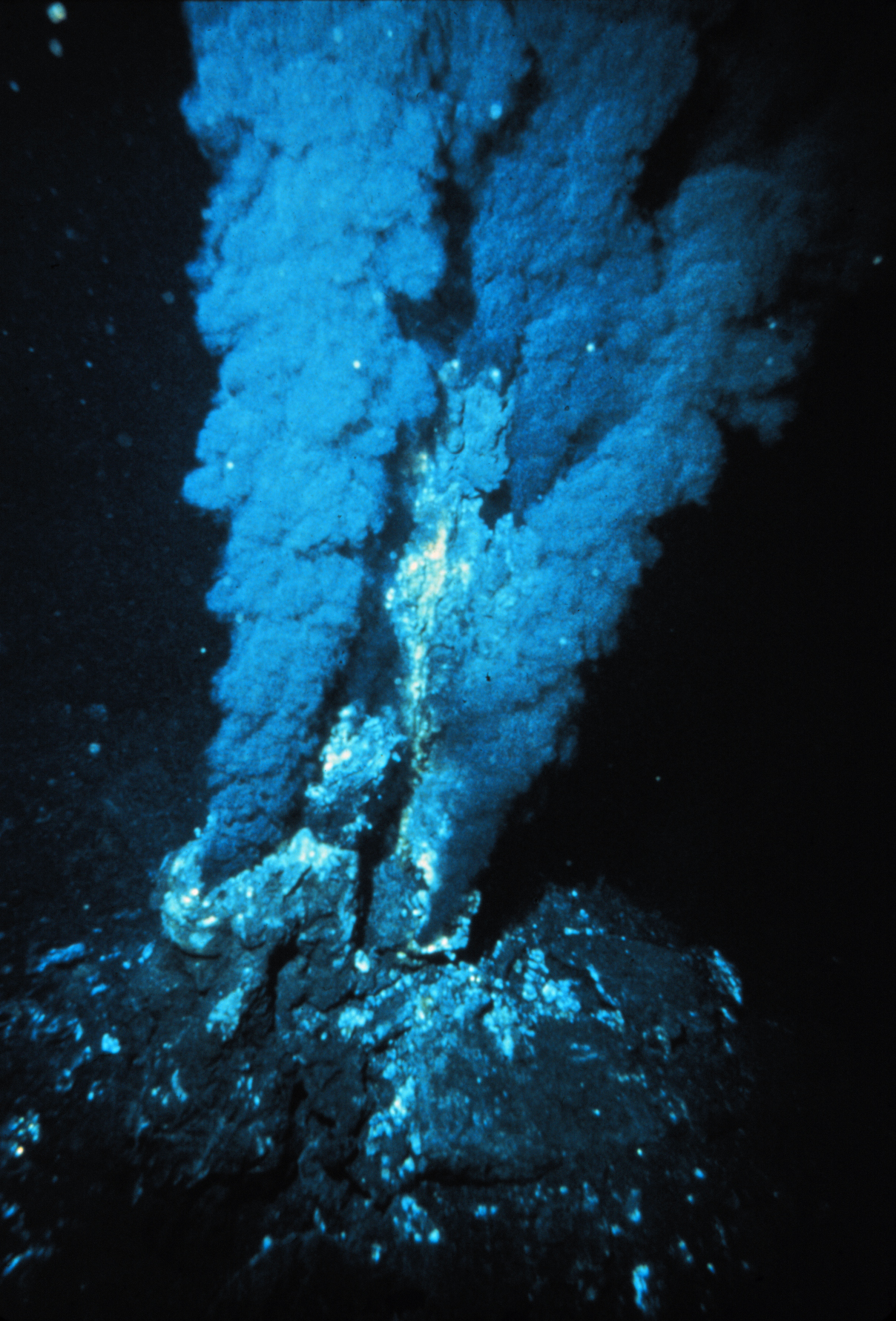
Un mont hydrothermal

Les monts hydrothermaux sont des cheminées d'origine volcanique qui se situent dans des zones de dorsales océaniques ou des points chauds, au fond de l'océan. Ils émettent des gaz sulfureux très chauds. Il existe deux types de fumeurs : les fumeurs noirs, les plus abondants, et les fumeurs blancs, plus froids.
Ces phénomènes sont connus pour abriter une vie océanique unique, qui dépend des gaz des cheminées pour vivre. On y compte notamment les pogonophores, dont les plus connus sont les vers tubicoles géants sans bouche Riftia pachyptila.

### Cryovolcanisme

Un geyser froid

On appelle cryovolcanisme tout volcanisme extraterrestre rejetant des matériaux glacés (gaz, azote...) et qui se trouvent dans des satellites naturels glacés des planètes gazeuses.

### Éruption limnique
Une éruption limnique consiste en un brusque dégagement de dioxyde de carbone à partir d'un lac sursaturé en ce gaz. Le volcanisme peut intervenir directement dans la saturation du lac, mais peut surtout être un déclencheur de l'éruption.